# Club Gimnàstica Egiba
Club Gimnàstica Egiba és un club de gimnàstica de Manresa, fundat l’any 2000. Especialitzat en gimnàstica artística i en trampolí, els seus esportistes participen en Campionats de Catalunya, d’Espanya i internacionals.